# Bowling als Jocs Asiàtics de 2018
L'esdeveniment de bowling en els Jocs Asiàtics de 2018 es va disputar al Centre de Bitlles de Jakabaring, Palembang, Indonèsia del 22 al 27 d'agost.

## Medallistes

### Homes
| Event       | Or | Plata                                                                                               | Bronze                                                                                                  |
| Trios       | Japó Shusaku Asato · Tomoyuki Sasaki · Shogo Wada                                                        | Malàisia Muhammad Rafiq Ismail · Ahmad Muaz Mohd Fishol · Tan Chye Chern                            | Singapur Alex Chong · Muhammad Jaris Goh · Darren Ong                                                   |
| Equips de 6 | Corea del Sud Choi Bo-keum · Hong Hae-sol · Park Jong-woo · Kim Jong-wook · Koo Seong-hoi · Kang Hee-won | Hong Kong Tse Chun Hin · Lau Kwun Ho · Wong Kwan Yuen · Tseng Tak Hin · Mak Cheuk Yin · Wu Siu Hong | Xina Taipei Wu Ming-hao · Chen Hsi-nan · Hung Kun-yi · Chen Ming-tang · Lin Pai-feng · Hsieh Chin-liang |
| Mestres     | Muhammad Rafiq Ismail · Malàisia                                                                         | Park Jong-woo · Corea del Sud                                                                       | Koo Seong-hoi · Corea del Sud                                                                           |

### Dones
| Event       | Or                                                                                               | Plata | Bronze |
| Trios       | Malàisia Cheah Mei Lan · Siti Safiyah Abdul Rahman · Syaidatul Afifah Badrul Hamidi              | Xina Taipei Chou Chia-chen · Pan Yu-fen · Tsai Hsin-yi                                                                            | Singapur Bernice Lim · Daphne Tan · Joey Yeo                                                              |
| Equips de 6 | Corea del Sud Baek Seung-ja · Han Byul · Kim Hyun-mi · Lee Na-young · Lee Yeon-ji · Ryu Seo-yeon | Malàisia Cheah Mei Lan · Syaidatul Afifah Badrul Hamidi · Natasha Roslan · Jane Sin · Siti Safiyah Abdul Rahman · Shalin Zulkifli | Xina Taipei Chang Yu-hsuan · Pan Yu-fen · Chou Chia-chen · Tsai Hsin-yi · Huang Chiung-yao · Wang Ya-ting |
| Mestres     | Mirai Ishimoto · Japó                                                                            | Lee Yeon-ji · Corea del Sud | Lee Na-young · Corea del Sud                                                                              |

## Medaller
| Posició | País          | Or | Argent | Bronze | Total |
| 1       | Corea del Sud | 2  | 2      | 2      | 6     |
| 2       | Malàisia      | 2  | 2      | 0      | 4     |
| 3       | Japó          | 2  | 0      | 0      | 2     |
| 4       | Xina Taipei   | 0  | 1      | 2      | 3     |
| 5       | Hong Kong     | 0  | 1      | 0      | 1     |
| 6       | Singapur      | 0  | 0      | 2      | 2     |
| total   | total         | 6  | 6      | 6      | 18    |

## Federacions participants
Un total de 166 atletes de 18 federacions van competir en karate als Jocs Asiàtics de 2018:
| - Aràbia Saudita 6 - Brunei 6 - Corea del Sud 12 - Filipines 12 - Hong Kong 9 - Índia 6 - Indonèsia 12 - Japó 12 - Kazakhstan 5 | - Macau 12 - Malàisia 12 - Mongòlia 12 - Qatar 6 - Singapur 12 - Tailàndia 12 - Vietnam 2 - R.P. de la Xina 6 - Xina Taipei 12 |